# 押野站
押野站（日语：／ Oshino eki */?）是位於石川縣野野市市押野五丁目，北陸鐵道的石川線車站。車站編號為I04。

## 車站構造
本站是地面車站，設有1面1線單式月台。此站是無人車站。列車靠近時，往野町方向為右側上落，往鶴來方向為左側上落。
| 路線    | 上下行 | 方向     | 備註     |
| ------- | ------ | -------- | -------- |
| ■石川線 | 上行   | 野町方向 | 右側上落 |
| ■石川線 | 下行   | 鶴來方向 | 左側上落 |

## 歷史
- 1915年6月22日：石川鐵道車站啟用。
- 1923年5月1日：金澤電氣軌道收購石川鐵道。
- 1943年10月23日：隨著北陸鐵道成立，成為北陸鐵道石川線車站[1]。

## 使用狀況
根據「野野市市統計書」，以下為近年1日平均上下車人次列表。
| 年度   | 1日平均 上下車人次 |
| ------ | ------------------ |
| 2005年 | 53                 |
| 2006年 | 57                 |
| 2007年 | 53                 |
| 2008年 | 47                 |
| 2009年 | 53                 |
| 2010年 | 69                 |
| 2011年 | 80                 |
| 2012年 | 64                 |
| 2013年 | 67                 |
| 2014年 | 64                 |
| 2015年 | 60                 |
| 2016年 | 65                 |
| 2017年 | 71                 |
| 2018年 | 70                 |
| 2019年 | 67                 |
| 2020年 | 42                 |
| 2021年 | 53                 |
| 2022年 | 47                 |

## 巴士路線
車站附近設有北鐵金澤巴士錦町野野市線和野野市線「押野丸木」巴士站。該巴士站只有單向（香林坊方向）。另外設有野野市市社區巴士「のっティ」北部路線的「押野站口」巴士站。

## 相鄰車站
北陸鐵道
■石川線
新西金澤（I03）－押野（I04）－野野市（I05）

## 外部連結
- 北陸鐵道押野站 （页面存档备份，存于） （日語）